# Piemontita
La piemontita es un mineral sorosilicato con la fórmula química  Ca2(Al,Mn3+,Fe3+)3(SiO4)(Si2O7)O(OH). Es un miembro del grupo de las epidotas.
De coloración marrón rojiza a negro rojiza, la piemontita tiene una raya roja y un lustre vítreo.
La localidad tipo corresponde a la mina Prabornaz en Saint-Marcel, valle de Aosta, Italia.
Aparece en rocas metamórficas de la nefrita a las anfibolitas, facies metamórficas y en filones de baja temperatura en rocas volcánicas alteradas. También se lo encuentra en depósitos metasomáticos de menas de manganeso. Entre sus minerales asociados se encuentran: epidota, tremolita, glaucofana, ortoclasa, cuarzo y calcita.

## Historia
El primer análisis químico se atribuye a Axel Frederik Cronstedt en 1758, que lo designó como röd magnesia [varilla magnesia]. El caballero Napione rehízo los análisis de Cronsted y le dio el nombre de «manganeso rojo». René Just Haüy propuso en 1801 el nombre de «Manganèse oxidé violet silicifère» [manganeso oxidado violeta silicifero]. Después, a propuesta de Louis Cordier en 1803, Haüy adoptó el nombre  de «épidote mangésifère»  [epidota mangenifera] en su tratado de 1822. En 1853, Kenngott propuso el nombre de «piedmontite», que la modernidad ha transformado en piemontita. El Piamonte fue la región de origen del topotipo (después la región de Aosta es una región autónoma).